# Lista odcinków serialu Białe kołnierzyki
Białe kołnierzyki (ang. White Collar) – amerykański komediodramat kryminalny, który zadebiutował 23 października 2009 w USA Network. Poniżej znajduje się lista odcinków.

## Przegląd sezonów
| Sezony | Sezony | Odcinki | Emisja oryginalna    | Emisja oryginalna | Emisja w Polsce      | Emisja w Polsce   | Wydanie na DVD      | Wydanie na DVD | Wydanie na DVD   | Wydanie na DVD |
| Sezony | Sezony | Odcinki | Premiera serii       | Finał serii       | Premiera serii       | Finał serii       | Region 1            | Region 2       | Region 4         |                |
| ------ | ------ | ------- | -------------------- | ----------------- | -------------------- | ----------------- | ------------------- | -------------- | ---------------- | -------------- |
|        | 1      | 14      | 23 października 2009 | 9 marca 2010      | 20 stycznia 2011     | 28 kwietnia 2011  | 13 lipca 2010       | 26 lipca 2010  | 18 sierpnia 2010 |                |
|        | 2      | 16      | 13 lipca 2010        | 8 marca 2011      | 1 stycznia 2012      | 15 kwietnia 2012  | 7 czerwca 2011      | 18 lutego 2013 | 8 lutego 2012    |                |
|        | 3      | 16      | 7 czerwca 2011       | 28 lutego 2012    | 7 października 2012  | 20 stycznia 2013  | 5 czerwca 2012      | —              | —                |                |
|        | 4      | 16      | 10 lipca 2012        | 5 marca 2013      | 15 października 2013 | 3 grudnia 2013    | 8 października 2013 | —              | —                |                |
|        | 5      | 13      | 17 października 2013 | 30 stycznia 2014  | 12 września 2014     | 28 listopada 2014 |                     |                |                  |                |
|        | 6      | 6       | 6 listopada 2014     | 18 grudnia 2014   | 5 grudnia 2014       | 9 stycznia 2015   |                     |                |                  |                |

## Sezon 1 (2009-2010)
| №  | #  | Tytuł            | Reżyseria         | Scenariusz                    | Premiera             | Premiera w Polsce (Fox) | Oglądalność USA (w mln) |
| -- | -- | ---------------- | ----------------- | ----------------------------- | -------------------- | ----------------------- | ----------------------- |
| 1  | 1  | Pilot            | Bronwen Hughes    | Jeff Eastin                   | 23 października 2009 | 20 stycznia 2011        | 5,4                     |
| 2  | 2  | Threads          | Dennie Gordon     | Clifton Campbell              | 30 października 2009 | 3 lutego 2011           | 5,08                    |
| 3  | 3  | Book of Hours    | John T. Kretchmer | Tom Garrigus                  | 6 listopada 2009     | 10 lutego 2011          | 3,85                    |
| 4  | 4  | Flip of the Coin | Timothy Busfield  | Jeff Eastin, Joseph C. Muscat | 13 listopada 2009    | 17 lutego 2011          | 4,28                    |
| 5  | 5  | The Portrait     | Allan Arkush      | Jeff Eastin, Travis Romero    | 20 listopada 2009    | 24 lutego 2011          | 4,56                    |
| 6  | 6  | All In           | John T. Kretchmer | Jim Campolongo, Joe Henderson | 27 listopada 2009    | 3 marca 2011            | 4,4                     |
| 7  | 7  | Free Fall        | Kevin Bray        | Jeff Eastin                   | 4 grudnia 2009       | 10 marca 2011           | 5,55                    |
| 8  | 8  | Hard Sell        | John T. Kretchmer | Jim Campolongo, Joe Henderson | 19 stycznia 2010     | 17 marca 2011           | 4,7                     |
| 9  | 9  | Bad Judgment     | John T. Kretchmer | Jeff Eastin, Joseph C. Muscat | 26 stycznia 2010     | 24 marca 2011           | 4,3                     |
| 10 | 10 | Vital Signs      | Dennie Gordon     | Joan B. Weiss                 | 2 lutego 2010        | 31 marca 2011           | 2,89                    |
| 11 | 11 | Home Invasion    | Ken Girotti       | Channing Powell               | 9 lutego 2010        | 7 kwietnia 2011         | 3,83                    |
| 12 | 12 | Bottlenecked     | Phil Abraham      | Jeff Eastin, Tom Garrigus     | 23 lutego 2010       | 14 kwietnia 2011        | 3,57                    |
| 13 | 13 | Front Man        | Michael Smith     | Rashad Raisani                | 2 marca 2010         | 21 kwietnia 2011        | 3,48                    |
| 14 | 14 | Out of the Box   | Kevin Bray        | Jeff Eastin                   | 9 marca 2010         | 28 kwietnia 2011        | 4,04                    |

## Sezon 2 (2010-2011)
| №  | #  | Tytuł                    | Reżyseria          | Scenariusz                     | Premiera         | Premiera w Polsce (Fox) | Oglądalność USA (w mln) |
| -- | -- | ------------------------ | ------------------ | ------------------------------ | ---------------- | ----------------------- | ----------------------- |
| 15 | 1  | Withdrawal               | Tim Matheson       | Jeff Eastin                    | 13 lipca 2010    | 1 stycznia 2012         | 4,29                    |
| 16 | 2  | Need to Know             | Sanford Bookstaver | Joe Henderson                  | 20 lipca 2010    | 8 stycznia 2012         | 3,96                    |
| 17 | 3  | Copycat Caffrey          | Paul Holahan       | Channing Powell                | 27 lipca 2010    | 15 stycznia 2012        | 3,72                    |
| 18 | 4  | By the Book              | Michael Smith      | Alexandra McNally              | 3 sierpnia 2010  | 22 stycznia 2012        | 4,1                     |
| 19 | 5  | Unfinished Business      | Tricia Brock       | Jeff Eastin                    | 10 sierpnia 2010 | 29 stycznia 2012        | 4                       |
| 20 | 6  | In the Red               | David Straiton     | Matt Negrete                   | 17 sierpnia 2010 | 5 lutego 2012           | 4,48                    |
| 21 | 7  | Prisoner's Dilemma       | Vincent Misiano    | Mark Goffman                   | 24 sierpnia 2010 | 12 lutego 2012          | 4,6                     |
| 22 | 8  | Company Man              | Rosemary Rodriguez | Jim Campolongo                 | 31 sierpnia 2010 | 19 lutego 2012          | 4,44                    |
| 23 | 9  | Point Blank              | Kevin Bray         | Jeff Eastin                    | 7 września 2010  | 26 lutego 2012          | 4,72                    |
| 24 | 10 | Burke's Seven            | Michael Smith      | Joe Henderson                  | 18 stycznia 2011 | 4 marca 2012            | 3,81                    |
| 25 | 11 | Forging Bonds            | John T. Kretchmer  | Jeff Eastin, Alexandra McNally | 25 stycznia 2011 | 11 marca 2012           | 3,9                     |
| 26 | 12 | What Happens in Burma... | John T. Kretchmer  | Hy Conrad                      | 1 lutego 2011    | 18 marca 2012           | 3,46                    |
| 27 | 13 | Countermeasures          | Michael Smith      | Jim Campolongo                 | 8 lutego 2011    | 25 marca 2012           | 3,46                    |
| 28 | 14 | Payback                  | Russell Lee Fine   | Mark Goffman                   | 22 lutego 2011   | 1 kwietnia 2012         | 3,27                    |
| 29 | 15 | Power Play               | Jeff F. King       | Mark Goffman                   | 1 marca 2011     | 8 kwietnia 2012         | 3,3                     |
| 30 | 16 | Under the Radar          | John T. Kretchmer  | Jeff Eastin                    | 8 marca 2011     | 15 kwietnia 2012        | 3,81                    |

## Sezon 3 (2011-2012)
| №  | #  | Tytuł                  | Polski tytuł                | Reżyseria          | Scenariusz                                                      | Premiera         | Premiera w Polsce (Fox) | Oglądalność USA (w mln) |
| -- | -- | ---------------------- | --------------------------- | ------------------ | --------------------------------------------------------------- | ---------------- | ----------------------- | ----------------------- |
| 31 | 1  | On Guard               | Zawsze czujny               | Russell Lee Fine   | Jeff Eastin                                                     | 7 czerwca 2011   | 7 października 2012     | 3,9                     |
| 32 | 2  | Where There's a Will   | Chcieć to móc               | Sanford Bookstaver | Mark Goffman                                                    | 14 czerwca 2011  | 14 października 2012    | 3,71                    |
| 33 | 3  | Deadline               | Ostateczny termin           | Michael Smith      | Alexandra McNally                                               | 21 czerwca 2011  | 21 października 2012    | 3,67                    |
| 34 | 4  | The Dentist of Detroit | Dentysta z Detroit          | Dennie Gordon      | Channing Powell, Matt Negrete                                   | 28 czerwca 2011  | 28 października 2012    | 3,72                    |
| 35 | 5  | Veiled Threat          | Zawoalowana groźba          | Paul Holahan       | Jim Campolongo                                                  | 5 lipca 2011     | 4 listopada 2012        | 4,19                    |
| 36 | 6  | Scott Free             | Nieuchwytny                 | Tricia Brock       | Joe Henderson                                                   | 12 lipca 2011    | 11 listopada 2012       | 3,84                    |
| 37 | 7  | Taking Account         | Wyczyszczone konto          | Michael Smith      | Daniel Shattuck                                                 | 19 lipca 2011    | 18 listopada 2012       | 4,18                    |
| 38 | 8  | As You Were            | Jak za dawnych lat          | David Straiton     | Matt Negrete                                                    | 26 lipca 2011    | 25 listopada 2012       | 3,89                    |
| 39 | 9  | On the Fence           | W zawieszeniu               | Paul Holahan       | Mark Goffman                                                    | 2 sierpnia 2011  | 2 grudnia 2012          | 3,71                    |
| 40 | 10 | Countdown              | Odliczanie                  | John Kretchmer     | Fabuła: Jeff Eastin, Channing Powell Dialogi: Jeff Eastin       | 9 sierpnia 2011  | 9 grudnia 2012          | 4,3                     |
| 41 | 11 | Checkmate              | Szach-mat                   | John Kretchmer     | Fabuła: Joe Henderson, Alexandra McNally Dialogi: Joe Henderson | 17 stycznia 2012 | 16 grudnia 2012         | 3,23                    |
| 42 | 12 | Upper West Side Story  | Opowieści z Upper West Side | Russell Lee Fine   | Alexandra McNally, Jim Campolongo                               | 24 stycznia 2012 | 23 grudnia 2012         | 3,47                    |
| 43 | 13 | Neighborhood Watch     | ?                           | Andrew McCarthy    | Jeff F. King                                                    | 31 stycznia 2012 | 30 grudnia 2012         | 3,04                    |
| 44 | 14 | Pulling Strings        | ?                           | Anton Cropper      | Channing Powell                                                 | 7 lutego 2012    | 6 stycznia 2013         | 2,47                    |
| 45 | 15 | Stealing Home          | ?                           | Tim DeKay          | Fabuła: Mark Goffman, Jim Campolongo Dialogi: Mark Goffman      | 21 lutego 2012   | 13 stycznia 2013        | 2,31                    |
| 46 | 16 | Judgment Day           | ?                           | Russell Lee Fine   | Jeff Eastin                                                     | 28 lutego 2012   | 20 stycznia 2013        | 2,55                    |

## Sezon 4 (2012-2013)
| №  | #  | Tytuł                  | Polski tytuł            | Reżyseria             | Scenariusz                        | Premiera         | Premiera w Polsce (Fox) | Oglądalność USA (w mln) |
| -- | -- | ---------------------- | ----------------------- | --------------------- | --------------------------------- | ---------------- | ----------------------- | ----------------------- |
| 47 | 1  | Wanted                 | Poszukiwany             | Paul Holahan          | Jeff Eastin                       | 10 lipca 2012    | 15 października 2013    | 3,21                    |
| 48 | 2  | Most Wanted            | Najbardziej poszukiwany | Paul Holahan          | Mark Goffman                      | 17 lipca 2012    | 15 października 2013    | 2,98                    |
| 49 | 3  | Diminishing Returns    | Degradacja              | Stefan Schwartz       | Jim Campolongo                    | 24 lipca 2012    | 22 października 2013    | 3,01                    |
| 50 | 4  | Parting Shots          | Burzliwe rozstanie      | Robert Duncan McNeill | Alexandra McNally                 | 31 lipca 2012    | 22 października 2013    | 2,82                    |
| 51 | 5  | Honor Among Thieves    | Rodzinne sekrety        | Arlene Sanford        | Joe Henderson                     | 14 sierpnia 2012 | 29 października 2013    | 2,93                    |
| 52 | 6  | Identity Crisis        | Kryzys tożsamości       | David Straiton        | Channing Powell                   | 21 sierpnia 2012 | 29 października 2013    | 3,89                    |
| 53 | 7  | Compromising Positions | Kompromitacja           | Paul Holahan          | Matthew Negrete                   | 28 sierpnia 2012 | 5 listopada 2013        | 3,36                    |
| 54 | 8  | Ancient History        | Historia starożytna     | Russell Lee Fine      | Daniel Shattuck                   | 4 września 2012  | 5 listopada 2013        | 3,38                    |
| 55 | 9  | Gloves Off             | Walka na gołe pięści    | Renny Harlin          | Mark Goffman                      | 11 września 2012 | 12 listopada 2013       | 3,8                     |
| 56 | 10 | Vested Interest        | Osobisty interes        | Russell Lee Fine      | Jeff Eastin                       | 18 września 2012 | 12 listopada 2013       | 3,41                    |
| 57 | 11 | Family Business        | Rodzinne układy         | Paul Holahan          | Joe Henderson                     | 22 stycznia 2013 | 19 listopada 2013       | 2,77                    |
| 58 | 12 | Brass Tacks            | Twarde fakty            | Anton Cropper         | Jim Campolongo, Alexandra McNally | 29 stycznia 2013 | 19 listopada 2013       | 2,61                    |
| 59 | 13 | Empire City            | Nowy Jork               | Tim DeKay             | Channing Powell, Daniel Shattuck  | 5 lutego 2013    | 26 listopada 2013       | 2,28                    |
| 60 | 14 | Shoot the Moon         | Królewskie perfumy      | Russell Lee Fine      | Matthew Negrete, Bob DeRosa       | 19 lutego 2013   | 26 listopada 2013       | 2,42                    |
| 61 | 15 | The Original           | Oryginał                | John Kretchmer        | Mark Goffman                      | 26 lutego 2013   | 3 grudnia 2013          | 2,12                    |
| 62 | 16 | In the Wind            | Ostateczna rozrywka     | Russell Lee Fine      | Jeff Eastin                       | 5 marca 2013     | 3 grudnia 2013          | 2,36                    |

## Sezon 5 (2013-2014)
| №  | #  | Tytuł                  | Polski tytuł                | Reżyseria          | Scenariusz                      | Premiera             | Premiera w Polsce (Fox) | Oglądalność USA (w mln) |
| -- | -- | ---------------------- | --------------------------- | ------------------ | ------------------------------- | -------------------- | ----------------------- | ----------------------- |
| 63 | 1  | At What Price          | Cena wolności               | Stefan Schwartz    | Jeff Eastin Joe Henderson       | 17 października 2013 | 12 września 2014        | 2,53                    |
| 64 | 2  | Out of the Frying Pan  | Z deszczu pod rynnę         | Roger Kumble       | Daniel Shattuck                 | 24 października 2013 | 19 września 2014        | 2,13                    |
| 65 | 3  | One Last Stakeout      | Ostatnia misja rozpoznawcza | Russell Lee Fine   | Joe Henderson                   | 31 października 2013 | 26 września 2014        | 2,38                    |
| 66 | 4  | Controlling Interest   | Pakiet kontrolny            | Kevin Bray         | Jim Campolongo                  | 7 listopada 2013     | 3 października 2014     | 2,24                    |
| 67 | 5  | Master Plan            | Mistrzowski plan            | Jeff F. King       | Alexandra McNally               | 14 listopada 2013    | 10 października 2014    | 2,21                    |
| 68 | 6  | Ice Breaker            | Przełamywanie lodów         | Eric Stoltz        | Matt Whitney Mark Lafferty      | 21 listopada 2013    | 10 października 2014    | 2,49                    |
| 69 | 7  | Quantico Closure       | Znajoma z Quantico          | Willie Garson      | Nick Thiel                      | 5 grudnia 2013       | 17 października 2014    | 2,12                    |
| 70 | 8  | Digging Deeper         | Kopiąc głębiej              | Sanford Bookstaver | Jessica Grasl Julian Meiojas    | 12 grudnia 2013      | 24 października 2014    | 2,09                    |
| 71 | 9  | No Good Deed           | Na próżno                   | Charlotte Sieling  | Eddie Serrano Alexandra McNally | 19 grudnia 2013      | 31 października 2013    | 2,52                    |
| 72 | 10 | Live Feed              | Transmisja na żywo          | John Kretchmer     | Chris Masi Jim Campolongo       | 9 stycznia 2014      | 7 listopada 2014        | 2,81                    |
| 73 | 11 | Shot Through the Heart | Strzał w samo serce         | Doug Hannah        | Matt Whitney Jessica Grasl      | 16 stycznia 2014     | 14 listopada 2014       | 2,65                    |
| 74 | 12 | Taking Stock           | Giełdowa manipulacja        | Tim DeKay          | Alexandra McNally Mark Lafferty | 23 stycznia 2014     | 21 listopada 2014       | 2,75                    |
| 75 | 13 | Diamond Exchange       | Wymiana diamentów           | Russell Lee Fine   | Jim Campolongo Nick Thiel       | 30 stycznia 2014     | 28 listopada 2014       | 2.99                    |

## Sezon 6 (2014)
| №  | # | Tytuł                  | Polski tytuł            | Reżyseria          | Scenariusz                                   | Premiera          | Premiera w Polsce (Fox) | Oglądalność USA (w mln) |
| -- | - | ---------------------- | ----------------------- | ------------------ | -------------------------------------------- | ----------------- | ----------------------- | ----------------------- |
| 76 | 1 | Borrowed Time          | Pożyczony czas          | John Kretchmer     | Joe Henderson                                | 6 listopada 2014  | 5 grudnia 2014          | 1,54                    |
| 77 | 2 | Return to Sender       | Zwrot do nadawcy        | Martha Mitchell    | Mark Lafferty                                | 13 listopada 2014 | 12 grudnia 2014         | 1,36                    |
| 78 | 3 | Uncontrolled Variables | Zmienne niekontrolowane | Sanford Bookstaver | Julian Meiojas                               | 20 listopada 2014 | 19 grudnia 2014         |                         |
| 79 | 4 | All is Fair            | Wszystko gra            | Paul Holahan       | Jessica Grasl                                | 4 grudnia 2014    | 26 grudnia 2014         |                         |
| 80 | 5 | Whack a Mole           | Odbijanka               | Jeff F. King       | Nick Thiel                                   | 11 grudnia 2014   | 2 stycznia 2015         |                         |
| 81 | 6 | Au Revoir              | Pożegnianie             | Sanford Bookstaver | Jeff Eastin & Julian Meiojas & Eddie Serrano | 18 grudnia 2014   | 9 stycznia 2015         |                         |